# Fermín Thygesen
Fermín Thygesen (Tres Arroyos, Provincia de Buenos Aires, Argentina, 20 de enero de 1998) es un baloncestista argentino que se desempeña como base en Guerreros NMC de la Liga BásquetPro de Ecuador.

## Trayectoria

### Clubes
| Club                    | País      | Año             |
| ----------------------- | --------- | --------------- |
| Bahía Basket            | Argentina | 2016 - 2017     |
| Deportivo Viedma        | Argentina | 2017 - 2018     |
| Bahía Basket            | Argentina | 2018 - 2019     |
| Ameghino de Villa María | Argentina | 2019            |
| San Lorenzo             | Argentina | 2019 - 2020     |
| Bahía Basket            | Argentina | 2020            |
| Deportivo Viedma        | Argentina | 2021            |
| La Unión de Formosa     | Argentina | 2021 - 2022     |
| Deportivo Viedma        | Argentina | 2022 - 2023     |
| Ameghino de Villa María | Argentina | 2023 - 2024     |
| Platense                | Argentina | 2024 - 2025     |
| Guerreros NMC           | Ecuador   | 2025 - Presente |